# 斑比效應
斑比效應（英語：Bambi effect）指的是受到此效應影響的人，將會極力反對人類殺害一般被公認為「可愛」的動物（特別是狗或兔以及其他的寵物），但同時卻不會反對殺害那些「不可愛」的動物。例如蜥蜴以及蛇。這通常被視為一種不正常、不符合道義的心理現象。
根據一本有關擬人論的書籍，斑比效應主要的影響來源是華特迪士尼於1942年製作的動畫電影《小鹿斑比》其中的一段劇情：主角斑比（Bambi）的母親被獵人殺害的片段。